# Kretowór
Kretowór (Notoryctes) – rodzaj ssaków z rodziny kretoworowatych (Notoryctidae).

## Zasięg występowania
Rodzaj obejmuje gatunki występujące w Australii.

## Morfologia
Długość ciała (bez ogona) 8,6–14 cm, długość ogona 1,6–2,5 cm; masa ciała 30–60 g.

## Systematyka
Rodzaj zdefiniował w 1889 roku australijski paleontolog i zoolog Edward Charles Stirling w artykule poświęconym opisowi nowego rodzaju i gatunku, opublikowanym na łamach Transactions of the Royal Society of South Australia, lecz nazwa, którą ukuł – Psammoryctes – okazała się młodszym homonimem rodzaju gryzoni, który opisał w 1835 roku niemiecki zoolog, geolog i botanik Eduard Friedrich Poeppig; Stirling zauważył swoją pomyłkę w 1891 roku i nadał rodzajowi torbaczy nową nazwę – Notoryctes. Jako gatunek typowy Stirling wyznaczył (oznaczenie monotypowe) kretowora południowego (N. typhlops).

### Etymologia
- Psammoryctes: gr. ψαμμος psammos ‘piasek’; ορυκτηρ oruktēr, ορυκτηρος oruktēros ‘kopacz’[9].
- Notoryctes: gr. νοτος notos ‘południe’; ορυκτηρ oruktēr, ορυκτηρος oruktēros ‘kopacz’[10].
- Neoryctes: gr. νεος neos ‘nowy’; ορυκτηρ oruktēr, ορυκτηρος oruktēros ‘kopacz’[11].

### Podział systematyczny
Do rodzaju należą następujące gatunki:
| Grafika | Gatunek             | Autor i rok opisu | Nazwa zwyczajowa    | Podgatunki | Rozmieszczenie geograficzne                                                                               | Podstawowe wymiary (DC – długość ciała; DO – długość ogona; MC – masa ciała) | Status IUCN |
| ------- | ------------------- | ----------------- | ------------------- | ---------- | --- | ---------------------------------------------------------------------------- | ----------- |
|         | Notoryctes caurinus | O. Thomas, 1920   | kretowór północny   | monotypowy | północna Australia Zachodnia                                                                              | DC: 8,6–9,3 cm; DO: 1,6–1,8 cm; MC: 30–50 g                                  | LC          |
|         | Notoryctes typhlops | (Stirling, 1889)  | kretowór południowy | monotypowy | południowe Terytorium Północne, południowo-wschodnia Australia Zachodnia i zachodnia Australia Południowa | DC: 11–14 cm; DO: 2–2,5 cm; MC: 50–60 g                                      | LC          |

Kategorie IUCN:  LC  – gatunek najmniejszej troski.